# Tuvalu na Letnich Igrzyskach Olimpijskich 2024
Tuvalu na Letnich Igrzyskach Olimpijskich 2024 – występ kadry sportowców reprezentujących Tuvalu na igrzyskach olimpijskich, które odbyły się w Paryżu we Francji, w dniach 26 lipca – 11 sierpnia 2024.
Reprezentacja Tuvalu liczyła dwoje zawodników – kobietę i mężczyznę, którzy wystąpili w 1 dyscyplinie.
Był to piąty start Tuvalu na letnich igrzyskach olimpijskich.

## Reprezentanci

### Lekkoatletyka
| Zawodnik         | Konkurencja       | Runda 1  | Runda 1 | Runda 2  | Runda 2 | Półfinał | Półfinał | Finał    | Finał   | Pozycja | Źródło |
| Zawodnik         | Konkurencja       | Rezultat | Pozycja | Rezultat | Pozycja | Rezultat | Pozycja  | Rezultat | Pozycja | Pozycja | Źródło |
| ---------------- | ----------------- | -------- | ------- | -------- | ------- | -------- | -------- | -------- | ------- | ------- | ------ |
| Karalo Maibuca   | bieg na 100 m (m) | 11.30    | 38.     | NQ       | NQ      | NQ       | NQ       | NQ       | NQ      | 38.     | [ 1 ]  |
| Temalini Manatoa | bieg na 100 m (k) | 14.04    | 34.     | NQ       | NQ      | NQ       | NQ       | NQ       | NQ      | 34.     | [ 2 ]  |